# Petra Köpping
Petra Köpping (ur. 12 czerwca 1958 w Nordhausen) – niemiecka polityk i prawniczka, wiceprzewodnicząca Socjaldemokratycznej Partii Niemiec (SPD), od 2014 minister w rządach Saksonii, od 2024 również wicepremier, od 2024 członek Bundesratu.

## Życiorys
W 1977 roku zdała egzamin maturalny. W latach 1980–1985 studiowała nauki państwowe i prawnicze. W okresie od 1979 do 1987 pracowała w administracji Rady Powiatowej Grimma, a w latach 1987–1988 była zatrudniona w Radzie Miasta Lipska. Następnie w 1990 roku podjęła pracę w starostwie powiatowym w Lipsku, a od 1990 do 1994 pracowała w branży ubezpieczeń zdrowotnych. W latach 2008–2009 była doradcą w Saksońskim Banku Rozwoju.
W działalność samorządową zaangażowała się już w 1989 roku. W latach 1989–1990 oraz 1994–2001 pełniła funkcję burmistrza gminy Großpösna. Od 2001 do 2008 roku była starostą powiatu Lipsk. Do SPD wstąpiła w 2003 roku.
W latach 2009–2020 oraz ponownie od 2024 roku jest deputowaną do Landtagu Saksonii. W latach 2014–2019 sprawowała urząd saksońskiej minister ds. równości i integracji w Ministerstwie ds. Społecznych i Ochrony Konsumentów. Następnie od 2019 do 2024 roku była ministrem ds. spraw społecznych i spójności społecznej.
19 grudnia 2024 roku objęła stanowisko saksońskiej minister ds. spraw społecznych, zdrowia i spójności społecznej oraz funkcję zastępczyni premiera kraju związkowego Saksonia.
W Bundesracie zasiadała jako zastępczyni od 25 listopada 2014 roku do 19 grudnia 2024 roku, od tego dnia jest jego pełnoprawnym członkiem. W czerwcu 2025 wybrana na jedną z wiceprzewodniczących swojej partii na szczeblu federalnym.